# Otia Dadiani
Otia Dadiani u Otia de Mingrelia (georgiano: ოტია დადიანი; fallecido en 1757), de la Casa de Dadiani, fue príncipe de Mingrelia desde 1728 hasta su muerte. 
Al igual que sus predecesores, Otia Dadiani se vio envuelto en una serie de guerras civiles que asolaron el oeste de Georgia. Pasó años luchando contra el rey Alejandro V de Imericia con suerte variable. En los últimos años de su gobierno, Otia se reconcilió y colaboró con la monarquía imereciana.

## Historia

### Ascensión al poder
Otia era el hijo mayor de Bezhan Dadiani, príncipe de Mingrelia, con su esposa Tamar Gelovani. En 1728, Otia acompañó a Bezhan a una cita con un representante otomano en Geguti en Imericia, donde Dadiani cayó en una trampa tendida por el noble imereciano Zurab Abashidze. Bezhan fue asesinado por el séquito del dignatario turco, pero Otia escapó y sucedió a su padre como príncipe de Mingrelia, pero no sin antes enfrentarse con su hermano menor Katso, a quien había capturado y enviado a prisión en Racha, en el castillo de Kvara.
Una vez en el poder, Otia desafió la solicitud otomana de unirse a una expedición contra los abjasios y los circasianos, en la que participó el rey Alejandro V de Imericia, excuñado de Otia. Dadiani vio en esta campaña, que inevitablemente involucraba a sus posesiones, como un ataque a los intereses de Mingrelia. Alejandro se dio cuenta tardíamente de que su decisión amenazaba su seguridad y retiró sus tropas de Abjasia, pero Otia comenzó a tramar una venganza.

### Guerras en Imericia
En diciembre de 1732, Otia hizo causa común con la familia Abashidze y el duque de Racha, en un intento de derrocar a Alejandro a favor del hermano del rey, Mamuka. Bloquearon la capital imereciana, Kutaisi, pero no se atrevieron a atacar la ciudadela por temor a la reacción otomana y se retiraron. Una renovada ofensiva fue lanzada por el ejército real en la batalla de Chikhori en la que Otia resultó herido y hecho prisionero, y su hermano Katsia murió. Alejandro intentó la reconciliación y, mientras ayudaba al adversario cautivo a recuperar la salud, le ofreció el cargo de gobernador de Lechkhumi. Sin embargo, los otomanos, temerosos de una alianza emergente, obligaron a Alejandro a devolver a Otia a Mingrelia.
El conflicto entre los dos gobernantes se reanudó cuando el príncipe Zurab Abashidze involucró al duque de Racha y a Otia Dadiani en otra conspiración. Prevenido, Alejandro contrató a miembros de la tribu de los lezguinos y devastó las tierras de sus enemigos. Dadiani y Abashidze tomaron represalias en 1740 y con la ayuda de los mercenarios abjasios incendiaron el palacio real en Vartsikhe. Posteriormente, Otia hizo las paces con Alejandro y mantuvo buenas relaciones con su sucesor, Salomón I de Imericia, que se casó con la hija de Otia, Mariam. En 1757, el experimentado príncipe Otia envió a su hijo Katsia con un ejército mingreliano en ayuda de Salomón I, quien obtuvo una victoria decisiva sobre las tropas invasoras otomanas y sus aliados locales en la batalla de Khresili.

## Familia
Otia Dadiani estaba casado con Gulkan, hija de Shoshita III, duque de Racha. Tuvo los siguientes hijos:
- Katsia II Dadiani (fallecido en 1788), príncipe de Mingrelia
- Príncipe Nikoloz Dadiani
- Príncipe Giorgi Dadiani (fallecido el 15 de diciembre de 1799), cuyo hijo fue Niko "el Grande" Dadiani (1768-1834), en algún momento regente de Mingrelia, general e historiador
- Príncipe Anton (fallecido en 1815), escritor religioso y obispo de Tsageri (1760–1777) y de Chqondidi (1777–1789)
- Princesa Mariam (fallecida en 1778), esposa del rey Salomón I de Imericia